# Nexus S
Das Nexus S (unternehmensinterne Bezeichnung GT-i9020 bzw. GT-i9023) ist ein Smartphone des koreanischen Unternehmens Samsung, das in Deutschland Mitte März 2011 in den Markt eingeführt wurde. Das Betriebssystem des Gerätes stammt vom US-amerikanischen Unternehmen Google Inc.
Das Gerät ist Nachfolger des Nexus One und wurde seinerseits durch das Galaxy Nexus abgelöst.

## Ausstattung
Im Nexus S arbeitet ein 1-GHz-ARM-Cortex-A8-Prozessor (Hummingbird). Es unterstützt zum Veröffentlichungszeitpunkt aktuelle Mobilfunkstandards, ist per W-LAN und Bluetooth vernetzbar und hat zwei Kameras (5 Megapixel rückseitig, 0,3 Megapixel vorn).
Das Gerät wurde mit Android-Version 2.3.6 Gingerbread ausgeliefert, Aktualisierungen wurden bis Version 4.1 Jelly Bean nachgeliefert. Für die letzte Aktualisierung wurde Android 4.1 speziell an das Nexus S angepasst, da einige Funktionen nicht verfügbar sind (z. B. Face-Unlock, Gesichtserkennung). Es gibt keine offizielle Aktualisierung auf Version 4.2. Das Multi-Touch-fähige Contour Display mit gebogenem Glas hat eine Diagonale von 4″ (10,1 cm) und stellt 800 × 480 Pixel dar. Es gibt zwei Varianten: Eine hat die Modellnummer 9020 und einen AMOLED-Bildschirm, die andere mit Modellnummer 9023 wurde in Europa (ohne UK) ausgeliefert und hat ein LCD.
Die Ausstattung des Nexus S ähnelt der des Samsung Galaxy S I9000 sehr. Im Gegensatz zum Samsung Galaxy S I9000 hat das Nexus S aber ein Dreiachsen-Gyroskop, Near Field Communication sowie einen LED-Blitz und einen gewölbten Bildschirm, aber kein UKW-Radio, kann nicht in 720p filmen und hat keinen MicroSD-Einschub. Daneben ist es 10 Gramm schwerer als das Galaxy S I9000.
Das Nexus S ist außerdem das erste auf der Internationalen Raumstation ISS zugelassene Smartphone. Hierbei wird eine modifizierte Version verwendet, bei welcher der GSM-Chip ausgebaut und der Akku durch sechs Alkali-Mangan-Zellen ersetzt wurde. Außerdem wurde für den Fall eines Glasbruchs der Bildschirm mit Teflonband geschützt.

## Alternative Android-Versionen
Von den CyanogenMod-Entwicklern gab es inoffizielle Versionen bis Android 4.4 KitKat (CM11), allerdings muss zur Installation der Bootloader entsperrt werden. In neueren CyanogenMod-Versionen und dessen Nachfolger LineageOS wurde crespo bzw. crespo4g zwar nicht entfernt, aber auch nicht weiterentwickelt.
Auch Replicant wurde auf das Nexus S portiert, jedoch aufgrund mangelnder Verfügbarkeit offener Treiber nur sehr eingeschränkt.
Neuere Versionen als Android 4.4 laufen jedoch auch mit alternativen Android-Versionen nicht auf dem Nexus S.